# 中川村 (愛媛県東宇和郡)
中川村（なかがわむら）は、1954年（昭和29年）まで愛媛県東宇和郡にあった村であり、現在の西予市の北部に位置し、宇和盆地の北部にあたる農村である。昭和の合併で宇和町、さらに平成の合併で西予市となり、現在に至っている。

## 地理
現在の西予市の北部。北は多田村に、東は山地を境に田之筋村に、西は石城村に、南は宇和町に接している。宇和川（肱川の上流）の上流域にあたる。地名の由来は宇和川にちなむ。

## 歴史
古代
- 坂戸地区に古墳群がある。また　杢所では銅矛を出土している。

藩政期
- 宇和島藩領。宇和島藩による組編成では多田組に属する。

明治以降
- 1889年（明治22年） 12月15日 - 町村制・市制施行時に、田苗真土（たなえまつち）、大江（おおえ）、加茂（かも）、坂戸（さかど）、清沢（きよさわ）、杢所（もくしょ）6箇村の合併により中川村となる。
- 1954年（昭和29年） 3月31日 - 宇和町ほか4箇村との合併により宇和町となる。

```
中川村の系譜
（町村制実施以前の村）　（明治期）
　　　　　　　　　　　　町村制施行時
東多田　━━━━┓
河内　　━━━━╋━━━　多田村　━━━━━━━━━━━━━━━━━━━┓
伊延　　━━━━┫　　　　　　　　　　　　　　　　　　　　　　　　　　　┃
岡山　　━━━━┛　　　　　　　　　　　　　　　　　　　　　　　　　　　┃
田苗真土━━━━┓　　　　　　　　　　　　　　　　　　　　　　　　　　　┃
大江　　━━━━┫　　　　　　　　　　　　　　　　　　　　　　　　　　　┃
加茂　　━━━━╋━━━　中川村　━━━━━━━━━━━━━━━━━━━┫
坂戸　　━━━━┫　　　　　　　　　　　　　　　　　　　　　　　　　　　┃
清沢　　━━━━┫　　　　　　　　　　　　　　　　　　　　　　　　　　　┃
杢所　　━━━━┛　　　　　　　　　　　　　　　　　　　　　　　　　　　┃
岩木　　━━━━┓　　　　　　　　　　　　　　　　　　　　　　　　　　　┃
郷内　　━━━━╋━━━　笠置村　━━━┓　　　あ　　　　　　　　　　　┃
小原　　━━━━┛　　　　　　　　　　　┣━━　石城村　━━━━━━━━┫
西山田　━━━━┓　　　　　　　　　　　┃　　　　　　　　　　　　　　　┃
山田　　━━━━┻━━━　山田村　━━━┛　　　　　　　　　　　　　　　┃
久枝　　━━━━┓　　　　　　　　　　　　　　　　　　　　　　　　　　　┃
野田　　━━━━┫　　　　　　　　　　　　　　　　　　　　　　　　　　　┃
小野田　━━━━╋━━━　上宇和村　━┓　　　　　　　　　　　　　　　　┃
永長　　━━━━┫　　　　　　　　　　┃　　　　　　　　　　　　　　　　┃
上松葉　━━━━┫　　　　　　　　　　┃　　　　　　　　　　　　　　　　┃（昭和29年3月31日）
下松葉　━━━━┛　　　　　　　　　　┃　　　い　　　　　　　　　　　　┣━━　宇和町　━┳━━━━━━━━┓
卯之町　━━━━┓　　　　　　　　　　┣━　宇和町　━━━━━━━━━━┫　　　　　　　　┃　　　　　　　　┃
鬼窪　　━━━━╋━━━　宇和町　━━┛　　　　　　　　　　　　　　　　┃　　　　　　　　┃　　　　　　　　┃
伊賀上　━━━━┛　　　　　　　　　　　　　　　　　　　　　　　　　　　┃　　　　　　　　┃　　　　　　　　┃
皆田　　━━━━┓　　　　　　　　　　　　　　　　　　　　　　　　　　　┃　　　　　　　　┃　　　　　　　　┃（平成16年4月1日）
下川　　━━━━┫　　　　　　　　　　　　　　　　　　　　　　　　　　　┃　　　　　　　　┃　　　　　　　　┣━━━西予市
明間　　━━━━╋━━━　下宇和村　━━━━━━━━━━━━━━━━━━┫　　　　　　　　┃　　　　　　　　┃
稲生　　━━━━┛　　　　　　　　　　　　　　　　　　　　　　　　　　　┃　　　　　　　　┃　　　　　　　　┃
新城　　━━━━┓　　　　　　　　　　　　　　　　　　　　　　　　　　　┃　　　　　　　　┃　　　　　　　　┃
常定寺　━━━━┫　　　　　　　　　　　　　　　　　　　　　　　　　　　┃　　　　　　　　┃　　　　　　　　┃
田野中　━━━━╋━━━　田之筋村　━━━━━━━━━━━━━━━━━━┛　　　　　　　　┃　　　　　　　　┃
明石　　━━━━┛　　　　　　　　　　　　　　　　　　　　　　　　　　　　　　　　　　　　┃　　　　　　　　┃
　　　　　　　　　　　　　　　　　　　　　　　　　　　　　　　　　　　　　　　　　　　　う┃　　　　　　　　┃
　　　　　　　　　　　　　　　　　　　　　　　　　　　　　　　　　　　　　　　大洲市の一部（鳥坂・正信）　　┃
　　　　　　　　　　　　　　　　　　　　　　　　　　　　　　　　　　　　　　　　　　　境界変更　　　　　　　┃
　　　　　　　　　　　　　　　　　　　　　　　　　　　　　　　　　　　　　　　　　　　　　　　　　　　　　　┃
　　　　　　　　　　　　　　　　　　　　　　　　　　　　　　　　　　　　　　　　　　　　明浜町　━━━━━━┫
　　　　　　　　　　　　　　　　　　　　　　　　　　　　　　　　　　　　　　　　　　　　野村町　━━━━━━┫
　　　　　　　　　　　　　　　　　　　　　　　　　　　　　　　　　　　　　　　　　　　　城川町　━━━━━━┫
　　　　　　　　　　　　　　　　　　　　　　　　　　　　　　　　　　　　　　　　　　　　三瓶町　━━━━━━┛

あ - 昭和4年12月1日合併
い - 大正11年2月11日合併
う - 昭和33年8月1日境界変更
（注記）平成の合併の宇和町以外の系譜については、それぞれの町の記事を参照のこと。

```

## 地域
明治の合併前の村である、田苗真土（たなえまつち）、大江（おおえ）、加茂（かも）、坂戸（さかど）、清沢（きよさわ）、杢所（もくしょ）の6箇村がそのまま大字となり、宇和町となってからも続いた。

## 行政
役場
大字田苗真土に置かれていた。

## 産業
農業
米作中心。